# 12211 Арношмідт
12211 Арношмідт (1981 KJ, 1975 HB, 1988 VO8, 12211 Arnoschmidt) — астероїд головного поясу, відкритий 28 травня 1981 року.
Тіссеранів параметр щодо Юпітера — 3,144.